# Dragolj
Dragolj (cyr. Драгољ) – wieś w Serbii, w okręgu morawickim, w gminie Gornji Milanovac. W 2011 roku liczyła 338 mieszkańców.